# 彼得·克劳奇
彼得·高治（英語：Peter  Crouch，1981年1月30日—），英格蘭已退役足球運動員，司職前鋒，出身熱刺青年軍，其後轉投昆士柏流浪，再加盟樸茨茅夫和阿士東維拉，終於在修咸頓踢出身價，獲利物浦青睞羅致，然後追隨哈里·雷德克纳普分別投效樸茨茅夫和熱刺，其後加盟史篤城。最後效力於英超球隊般尼。

## 生平

### 球會
早期
身高2.01米（6呎7吋）的高治首間效力的是英超球會熱刺 ，但無上陣過任何聯賽，並於2000年被外借至瑞典低組別球會希斯利哥爾摩（IFK Hässleholm）。一年後高治轉會英甲的昆士柏流浪，上陣42場聯賽，並射入10球。
自2001/02年球季後，高治頻頻轉會，效力的都是一些英超下游球會，包括樸茨茅夫以及阿士東維拉。高治於2002年3月以500萬英鎊高價加盟阿士東維拉，在效力兩季期間，總共上陣37場射入6球。但到了2004年球季起，他被外借至英甲球會諾域治，上陣15場聯賽射入4球。
返回阿士東維拉後，2004年7月9日高治以200萬英鎊身價被賣至修咸頓，簽約四年，在這季中，高治上陣27場聯賽並射入12球，但無助改變球會降至英冠的事實。不過他卻憑出色的表現獲英超其他球會青睞。
利物浦
修咸頓降級後，於2005年7月20日高治被英超老牌球會利物浦以700萬英鎊簽入，同樣簽約四年。可是加盟以來一直欠缺表現，被質疑不值700萬身價。高治要直到12月3日在主場對韋根的球賽的19分鐘，才攻入了加盟利物浦的第一個入球。之後的兩個星期，高治於世界冠軍球會盃射入兩球。
之後高治的表現逐漸得到晏菲路球迷的認同，2005/06年度英格蘭足總盃第五圈對曼聯射入全場唯一入球，為利物浦在二戰後首次於足總盃擊敗曼聯。5月13日的決賽，高治則幫助利物浦擊敗韋斯咸奪得英格蘭足總盃冠軍，他給謝拉特一個決定性的助攻，射入第二球。
三個月之後，2006/07年球季，高治於英格蘭社區盾對車路士一戰，接應比拿美的傳送頂入第二球，以2:1擊敗車路士奪得英格蘭社區盾。然而此季，高治較多時間退居後備。2007年1月13日，他作客屈福特射入兩球，是他效力紅軍以來首次梅開二度。但他對錫菲聯的聯賽中，被對方球員踢傷鼻子，因而需要進行手術休養一個月。復出後的高治立即迎來他首次帽子戲法，3月31日的聯賽對阿仙奴射入3球，令紅軍以4:1取勝，該3球被人們稱為「完美的帽子戲法」，因為他以左、右腳及頭三個部位攻入。在2007/08年球季，由於利物浦引入了費蘭度·托利斯，高治上場時間大為減少。雖然季末領隊賓尼迪斯預計高治將會續簽新約，但高治表示在球季結束後才決定去留。
樸茨茅夫
高治在2008年7月9日再次加盟樸茨茅夫，轉會費高達1,100萬英鎊，第三度與領隊哈利·列納合作，簽約四年，以爭取更多的上陣機會。2008/09年球季高治為樸茨茅夫上陣49場及貢獻16個入球，但隨著哈利·列納在季初轉投熱刺及球隊季末有中東富商入主，高治在樸茨茅夫的前途變得不明朗。2009年7月16日新特蘭同意以1,200萬英鎊作出收購，其他有意的球隊還有倫敦球會富咸及熱刺，高治親上東北部洽談條件，但最終高治以不願離開南部為由而告吹。
熱刺
2009年7月27日高治成功轉投熱刺，轉會費沒有透露，估計金額約為1,000萬英鎊，簽約五年，週薪高達7萬英鎊，再次投效由哈利·列納領導的球隊。
史篤城
2011年8月31日高治以破球會歷來轉會費紀錄的1,200萬英鎊加盟史篤城，簽署四年合約。

### 國家隊
高治於1999年入選英格蘭U20出賽世界青年足球錦標賽，隊友包括阿仙奴青訓產品史超活·泰萊、艾殊利·高爾、效力富咸的安德魯·莊遜和史篤城左翼艾法寧頓。然而，他們只能以3場全敗、零入球，於小組賽出局。英格蘭U21領隊大衛·柏列將高治帶入隊中，於2002年瑞士歐洲U21足球錦標賽決賽週，他射入一球。
2005年5月，高治於修咸頓出色的表現及其身高優勢，令當時英格蘭教練艾歷臣將他招入陣中出訪美國，對哥倫比亞首次上陣。
於2006年世界盃足球賽歐洲區外圍賽中，他於1:0勝奧地利上陣，又在對波蘭贏2:1的賽事替補上陣。但高治的身高往往成為取笑對象，甚至英格蘭球迷亦如是。
2006年5月1日，在對烏拉圭的友誼賽中，高治射入國家隊的第一球，扳平比數，最終英格蘭以2:1勝出。該場高治身穿一套奇怪的球衣，本應身穿21號球衣的他，背部卻印錯為12號。
2006年5月，他入選為2006年世界盃最後23人，當時朗尼受傷，令他被認為是前鋒線上重要一員。5月30日，他在對匈牙利的世界盃熱身賽中，射入第三球，令英格蘭勝3:1。特別一提，他創出「機械舞」的動作慶祝該入球，此動作於英國國內引起一段熱潮。
於6月3日，對牙買加的世界盃熱身賽中，他再演帽子戲法。射入第二球之後，他獲得一次射十二碼機會，大有機會提早完成戲法，但他卻射失，在89分鐘才射入第3球，結果他個人在3場賽事射入5球。英格蘭最終大勝牙買加6:0。

## 逸聞
綽號
很多人都知道高治有Crouchy這個綽號，而球迷及媒體亦有稱他做RoboCrouch（機械高治）及Crouchinho（高治甸奴）。
機械舞
高治對牙買加的友誼賽連中三元，同場表演機械舞－伸直雙掌、手臂曲成直角，像機械人般移動轉身動作，令他成為大眾焦點。威廉王子探訪英格蘭國家隊訓練營時，高治更為威廉王子表演他的機械舞。

## 國際賽入球
截至2010年11月18日 (四) 03:03 (UTC)
| #  | 日期           | 場地             | 對手           | 入球 | 賽果 | 比賽                   |
| -- | -------------- | ---------------- | -------------- | ---- | ---- | ---------------------- |
| 1  | 2006年3月1日   | 利物浦, 英格蘭   | 乌拉圭         | 1-1  | 2-1  | 熱身賽                 |
| 2  | 2006年5月30日  | 曼徹斯特, 英格蘭 | 匈牙利         | 3-1  | 3-1  | 熱身賽                 |
| 3  | 2006年6月3日   | 曼徹斯特, 英格蘭 | 牙买加         | 3-0  | 6-0  | 熱身賽                 |
| 4  | 2006年6月3日   | 曼徹斯特, 英格蘭 | 牙买加         | 5-0  | 6-0  | 熱身賽                 |
| 5  | 2006年6月3日   | 曼徹斯特, 英格蘭 | 牙买加         | 6-0  | 6-0  | 熱身賽                 |
| 6  | 2006年6月15日  | 纽伦堡, 德國     | 千里達及托巴哥 | 1-0  | 2-0  | 2006年世界盃足球賽     |
| 7  | 2006年8月16日  | 曼徹斯特, 英格蘭 | 希腊           | 3-0  | 4-0  | 熱身賽                 |
| 8  | 2006年8月16日  | 曼徹斯特, 英格蘭 | 希腊           | 4-0  | 4-0  | 熱身賽                 |
| 9  | 2006年9月2日   | 曼徹斯特, 英格蘭 | 安道尔         | 1-0  | 5-0  | 2008年歐洲國家盃外圍賽 |
| 10 | 2006年9月2日   | 曼徹斯特, 英格蘭 | 安道尔         | 5-0  | 5-0  | 2008年歐洲國家盃外圍賽 |
| 11 | 2006年9月6日   | 斯科普里, 馬其頓 | 北馬其頓       | 1-0  | 1-0  | 2008年歐洲國家盃外圍賽 |
| 12 | 2007年6月6日   | 塔林, 愛沙尼亞   | 爱沙尼亚       | 2-0  | 3-0  | 2008年歐洲國家盃外圍賽 |
| 13 | 2007年11月16日 | 維也納, 奧地利   | 奥地利         | 1-0  | 1-0  | 熱身賽                 |
| 14 | 2007年11月21日 | 倫敦, 英格蘭     |                | 2-2  | 2-3  | 2008年歐洲國家盃外圍賽 |
| 15 | 2009年4月1日   | 倫敦, 英格蘭     | 乌克兰         | 1-0  | 2-1  | 2010年世界盃外圍賽     |
| 16 | 2009年6月10日  | 倫敦, 英格蘭     | 安道尔         | 6-0  | 6-0  | 2010年世界盃外圍賽     |
| 17 | 2009年10月14日 | 倫敦, 英格蘭     | 白俄羅斯       | 1–0  | 3–0  | 2010年世界盃外圍賽     |
| 18 | 2009年10月14日 | 倫敦, 英格蘭     | 白俄羅斯       | 3–0  | 3–0  | 2010年世界盃外圍賽     |
| 19 | 2010年3月3日   | 倫敦, 英格蘭     | 埃及           | 1–1  | 3–1  | 友誼賽                 |
| 20 | 2010年3月3日   | 倫敦, 英格蘭     | 埃及           | 3–1  | 3–1  | 友誼賽                 |
| 21 | 2010年5月24日  | 倫敦, 英格蘭     | 墨西哥         | 2-0  | 3–1  | 友誼賽                 |
| 22 | 2010年11月17日 | 倫敦, 英格蘭     | 法國           | 1-2  | 1-2  | 友誼賽                 |

## 榮譽
诺里奇城
- 2003-04 英格蘭甲組足球聯賽 （第二級）(現英格蘭冠軍聯賽)

利物浦
- 冠軍
  - 2006 英格蘭足總盃
  - 2006 英格蘭社區盾
- 亞軍
  - 2005 國際足協世界冠軍球會盃
  - 2007 歐洲聯賽冠軍盃

## 车震门
南非世界杯后，英国一家媒体曝出车震门绯闻，称克劳奇在支付800英镑嫖资后，与一位名叫莫妮卡的19岁妓女车震。在媒体曝出此事件后，克劳奇的未婚妻克兰西并没有露面，但其密友则称克兰西已经“完全被摧毁”。而莫妮卡则对媒体称，她并不知道克劳奇已与克兰西订婚，并表示她不敢相信克劳奇有一个漂亮的未婚妻竟然还要花钱嫖妓。

## 外部連結
- 足球数据库：彼得·高治的球员统计数据
- TheFA.com profile （页面存档备份，存于）
- 彼得·高治資料